# Laranjal do Jari
Laranjal do Jari è un comune del Brasile nello Stato dell'Amapá, parte della mesoregione di Sul do Amapá e della microregione di Mazagão.